# Elano
Elano Ralph Blumer (Iracemápolis, 14 de junho de 1981) é um treinador e ex-futebolista brasileiro de origem alemã que atuava como meio-campista. Atualmente está sem clube.

## Carreira como jogador

### Início
Elano iniciou sua carreira no Guarani, e atuou nas divisões de base pela equipe até o ano de 2000. Após uma breve passagem pela base da Inter de Limeira, chamou a atenção de grandes clubes e transferiu-se para o Santos em 2001, onde foi promovido aos profissionais juntamente com Diego e Robinho.

### Santos
Elano chegou ao Santos em 2001 para treinar nas categorias de base do clube, mas pouco tempo depois de ser contratado assinou seu primeiro contrato profissional no futebol. Neste ano, o meia começou a se destacar com alguns gols e boas partidas na temporada. Entretanto, foi em 2002 que a carreira do jogador decolou. Junto com uma bem sucedida safra de craques liderada pelo treinador Emerson Leão, Elano firmou-se como um dos principais jogadores na conquista dos dois títulos nacionais, em 2002 e 2004. Jogando com a camisa 11 do time entre 2001 e 2004, atuou em 212 jogos e marcou 48 gols, entre eles, um na final do Campeonato Brasileiro, em 2002, contra um dos maiores rivais do Santos, o Corinthians. No time dos "meninos da vila" que encantaram o Brasil, Elano consagrou-se como um dos ídolos dessa geração e recebeu o apelido de curinga da vila por poder atuar em diversas posições, seja no meio-campo, na lateral-direita e até como um segundo atacante.
O Santos não conquistou nenhum título no ano de 2003, mas foi vice campeão da Copa Libertadores da América (perdendo a final para o Boca Juniors) e do Campeonato Brasileiro, em que o Cruzeiro sagrou-se campeão.

### Shakhtar Donetsk
Em janeiro de 2005, após grande sucesso no Brasil, inclusive com convocações para a Seleção Brasileira, foi vendido ao Shakhtar Donetsk, da Ucrânia, por 7,6 milhões de euros (cerca de 20 milhões de reais) com um contrato de cinco anos.
Quando atuava pela equipe, manteve regularidade como meio-campista e foi o primeiro jogador de um clube ucraniano a ser convocado para a Seleção Brasileira em toda a história, ao ser chamado pelo treinador Dunga no dia 1 de agosto de 2006, para um amistoso contra a Noruega.
Elano conquistou três importantes títulos no Shakhtar: o bi-campeonato ucraniano nas temporadas 2004–05 e 2005–06, além da Supercopa da Ucrânia em 2005. Após o sucesso em território estrangeiro, chamou atenção dos grandes clubes europeus, principalmente na Inglaterra.

### Manchester City
Após suas boas atuações pelo Shakhtar, o treinador sueco Sven-Göran Eriksson, do Manchester City, pediu a sua contratação para a temporada seguinte. No dia 2 de agosto de 2007, Elano foi anunciado oficialmente pelo clube inglês por 8 milhões de libras (12 milhões de euros), assinando por quatro temporadas. O meia se tornou o segundo jogador brasileiro a vestir a camisa dos Citizens na história, precedido por Geovanni, ex-Cruzeiro. Elano escolheu a camisa de número 11, anteriormente usada por Darius Vassell, que passou a usar a 12.
Marcou seu primeiro gol pelo City em 29 de setembro, numa vitória por 3 a 1 sobre o Newcastle. O brasileiro fez mais dois gols oito dias depois, na vitória do City por 3 a 1 sobre o Middlesbrough; o primeiro em um chute a 25 metros de distância, e o segundo em cobrança de falta.
Titular na primeira temporada com Eriksson, Elano conseguiu se firmar de vez na equipe após a chegada do treinador Mark Hughes na temporada 2008–09.

### Galatasaray
Em julho de 2009 foi contratado pelo Galatasaray, da Turquia, por 7 milhões de euros (cerca de 20 milhões de reais), assinando contrato por quatro anos. Recebido no aeroporto por mais de mil e trezentos torcedores, foi apresentado pelo clube turco no dia 30 de julho. Elano recebeu a camisa 9, anteriormente pertencente ao ídolo Hakan Şükür. Foi titular durante quase toda sua passagem pelo clube, tanto na temporada 2009–10, quanto na 2010–11.
Vinha de boas atuações no clube turco, mas como tinha o desejo de voltar a jogar no Brasil, o Santos o contratou por sete milhões de reais.

### Retorno ao Santos
Em 30 de novembro de 2010, foi anunciado o seu retorno ao Santos. O meio-campista teve um início excelente em seu retorno ao clube de formação, pois além de se tornar um dos líderes da equipe em campo, também marcou muitos gols, coisa pouco comum em sua carreira. No Campeonato Paulista de 2011, onde o Santos sagrou-se campeão, Elano foi o artilheiro ao lado de Liedson, do Corinthians, com onze gols, além de eleito para a Seleção do torneio.
O ano em que teve a volta do Coringa prometia. Após um período conturbado no comando do treinador Adílson Batista, Muricy Ramalho assumiu a equipe e o time venceu a Libertadores da América pela terceira vez. Na partida final, realizada no Pacaembu contra o Peñarol, os santistas venceram por 2 a 1.
Após um início de ano fantástico, com dois títulos inéditos em sua carreira, ao lado da nova geração comandada por Neymar e Paulo Henrique Ganso, no período do Campeonato Brasileiro o meia se envolveu em polêmicas no relacionamento com a atriz Nívea Stelmann, recheado de ameaças sobre supostas fotos e gravações comprometedoras a ambas as partes. No final, o relacionamento acabou e em dezembro, mesmo após sofrer com uma grande sequência de lesões que o impediu de disputar diversas partidas no Brasileirão, foi relacionado para o elenco que viajou para o Japão e disputou o Mundial de Clubes da FIFA. No torneio, o Santos acabou ficando pelo caminho ao ser goleado por 4 a 0 pelo Barcelona. Em 2012, após passar por alguns desentendimento com a diretoria, viria a ser trocado pelo atacante gremista Ezequiel Miralles.

### Grêmio

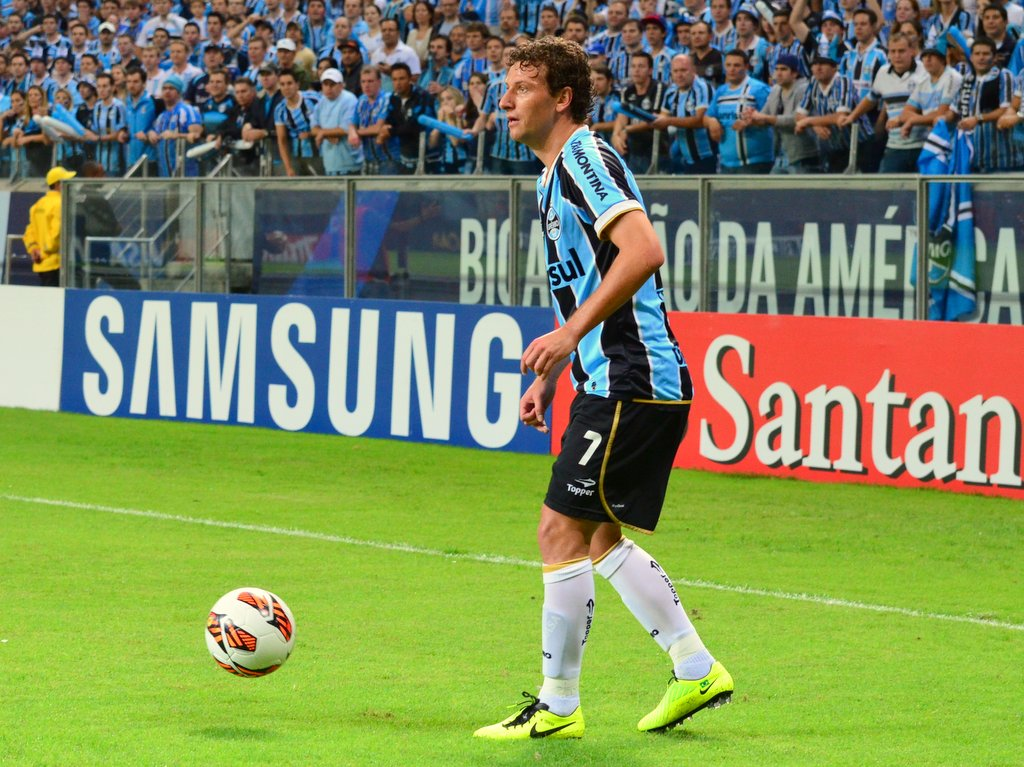
Elano em 2013, atuando pelo Grêmio na Libertadores

No dia 7 de julho de 2012, em uma troca com o Grêmio, Elano foi negociado com a equipe gaúcha, que cedeu Miralles. O jogador foi apresentado na equipe tricolor no dia 10 de julho de 2012. Sua estreia foi no dia 15 de julho, na vitória tricolor sobre o Cruzeiro por 3 a 1 em Belo Horizonte, válida pelo Campeonato Brasileiro.
Elano marcou o primeiro gol em partidas oficiais da Arena do Grêmio, no dia 30 de janeiro de 2013, na vitória por 1 a 0 contra a LDU, do Equador, pela Copa Libertadores da América, em um chute de rara felicidade, de longa distância, no ângulo. A equipe gaúcha precisava vencer por 1 a 0 para levar a decisão à disputa por pênaltis. O gol marcado aos 16 minutos da etapa complementar causou tamanha explosão na torcida gremista que, em sua tradicional "avalanche", na comemoração do gol, o alambrado da geral acabou cedendo, causando confusão no estádio. A partida acabou indo para os pênaltis, onde a equipe gremista converteu cinco cobranças, contra quatro da LDU, eliminando a equipe equatoriana da competição.

### Flamengo
Fora dos planos da diretoria do Grêmio para o ano de 2014, no dia 7 de janeiro de 2014 foi confirmada sua transferência para o Flamengo por um ano, com o Grêmio arcando a metade do salário. Estreou com a camisa rubro-negra num empate por 2 a 2 contra o Duque de Caxias, em partida válida pelo Campeonato Carioca. Marcou seu primeiro gol pelo Flamengo contra o Friburguense, jogo em que o rubro-negro venceu por 2 a 0. Após apenas quatro jogos disputados no Campeonato Brasileiro e uma sequencias de lesões, no dia 6 de agosto de 2014 o clube da gávea o devolveu ao Grêmio, que por sua vez, no mesmo mês, acabou por rescindir o contrato com o jogador.

### Chennaiyin
No dia 19 de setembro de 2014, o meia assinou por três meses com o Chennaiyin, da Índia, equipe na época comandada pelo ex-zagueiro italiano Marco Materazzi. Elano foi um dos destaques do time na Superliga Indiana, sagrando-se campeão.

### Terceira passagem pelo Santos
Em dia 12 de janeiro de 2015, foi acertada a sua terceira passagem ao Santos. Em maio de 2015, Elano estendeu seu vínculo com o Peixe até o final do Campeonato Paulista de 2016.
Em 2015 conquistou o Campeonato Paulista, sendo esse o terceiro Paulistão do jogador, que já havia sido campeão em 2011 e 2012.

### Empréstimo ao Chennaiyin
No dia 17 de junho de 2015, Elano foi emprestado e retornou ao Chennaiyin.

### Quarta passagem pelo Santos
Retornou ao Santos no dia 22 de dezembro de 2015, para jogar o Campeonato Paulista de 2016 e em seguida encerrar a carreira. Próximo do início do Paulistão, Elano deu a seguinte declaração: "Para mim, é muito gratificante fazer parte deste grupo. Eu me sinto menino, meu espírito é jovem. A minha vontade de jogar ainda é muito jovem." No dia 18 de fevereiro, renovou até o fim de 2016, onde ao fim do contrato, iria anunciar a sua aposentadoria.

### Aposentadoria
No dia 7 de dezembro de 2016, anunciou a sua aposentadoria.

## Seleção Nacional

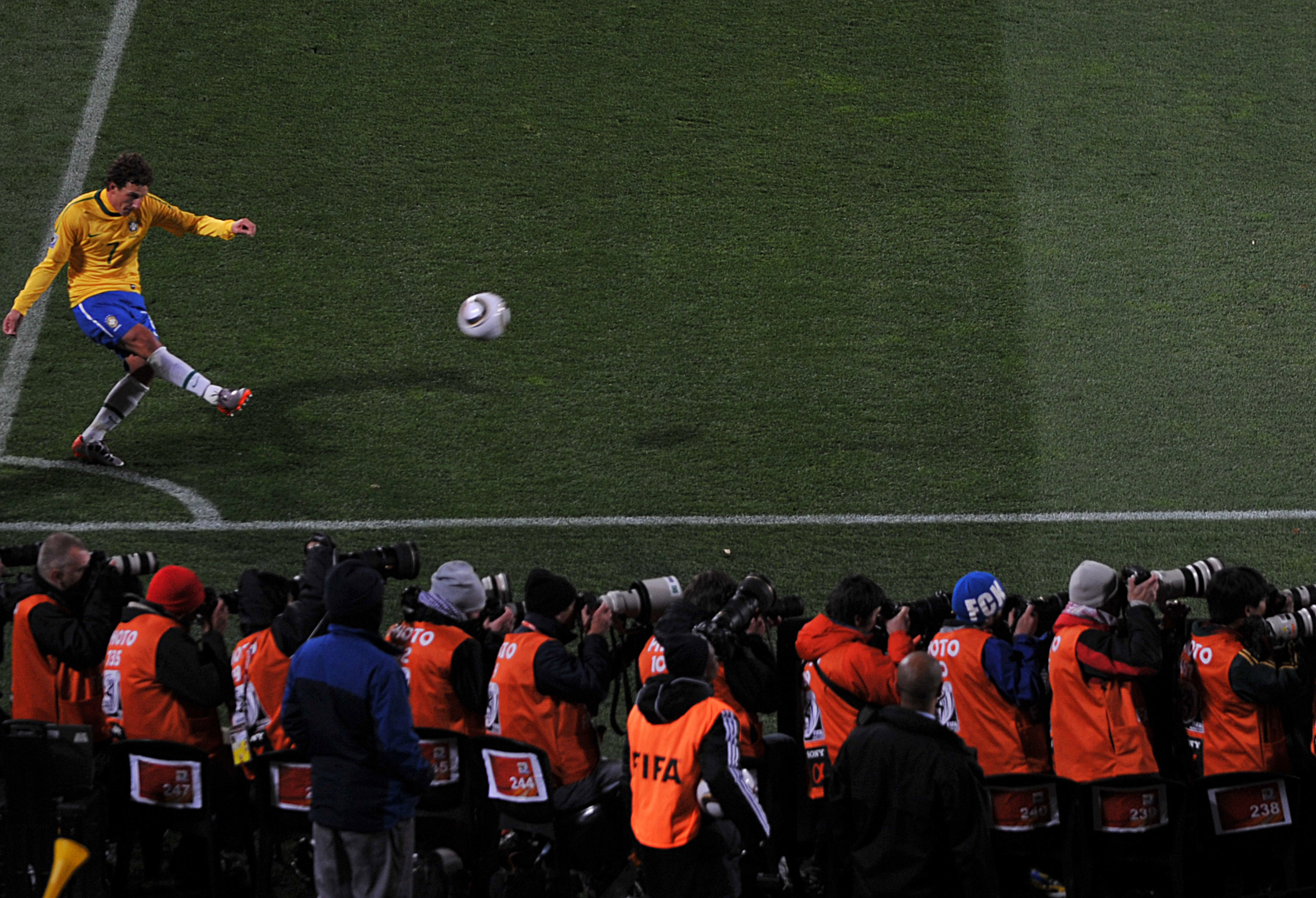
Elano cobrando um escanteio na Copa do Mundo de 2010

Convocado para a Seleção Brasileira principal desde 2004, quando estreou numa partida das Eliminatórias da Copa do Mundo de 2006 — o empate por 0 a 0 diante da Colômbia, em Maceió —, entrando no lugar de Magrão, participaria dos títulos da Copa América de 2007 e da Copa das Confederações de 2009.
Em maio de 2010, Elano foi um dos 23 convocados por Dunga para a Copa do Mundo de 2010, realizada na África do Sul. Titular da equipe, o meia marcou dois gols na competição: o segundo gol da vitória de 2 a 1 sobre a Coreia do Norte, e o terceiro da vitória de 3 a 1 sobre a Costa do Marfim. Entretanto, sofreu uma grave lesão durante o torneio e não pôde participar da partida que culminou na eliminação do Brasil contra a Holanda, nas quartas de final.
Foi convocado também na Seleção de Mano Menezes para disputar a Copa América de 2011, em que o Brasil foi eliminado pelo Paraguai na decisão por pênaltis, onde Elano chegou a perder uma cobrança.

## Carreira como treinador
Em 4 de junho de 2017, após o anúncio da demissão de Dorival Júnior como treinador do Santos, Elano foi confirmado como interino do Peixe na função.
No dia 30 de dezembro, foi confirmado que Elano não permaneceria no Santos para 2018, que acabou contratando Jair Ventura como técnico.
Em março de 2018, fez um estágio com a comissão técnica do Palmeiras.

### Inter de Limeira
No dia 7 de agosto de 2019, foi confirmado como técnico da Inter de Limeira para o Campeonato Paulista de 2020. Foi a primeira experiência de Elano como treinador efetivo de um clube — em 2017, ele comandou o Santos de forma interina.

### Figueirense
No dia 27 de agosto de 2020, foi anunciado como novo treinador do Figueirense. No entanto, menos de três meses depois da contratação, foi demitido.

### Ferroviária
Em 27 de abril de 2021, foi apresentado como novo treinador da Ferroviária.
No dia 23 de março de 2022, o clube comunicou, em nota oficial, que Elano não seguiria no comando da equipe para o restante da temporada. O treinador deixou o time após a eliminação por pênaltis contra a equipe da Inter de Limeira, em jogo válido pelo Troféu do Interior. No total, Elano esteve à frente do time em 39 jogos. Desses, conquistou 18 vitórias, 14 empates e sete derrotas.

### Náutico
Elano foi anunciado como treinador do Náutico no dia 20 de julho de 2022, substituindo Roberto Fernandes para a sequência da Série B. Estreou pelo Timbu no dia 23 de julho, na derrota por 2 a 1 para o Londrina, nos Aflitos.
Após completar um mês de trabalho na equipe, foi demitido no dia 20 de agosto, devido aos péssimos resultados. No total, comandou o Náutico em apenas seis jogos, com uma vitória e cinco derrotas.

### Retorno à Ferroviária
Acertou seu retorno à Ferroviária no dia 26 de janeiro de 2023, assumindo a equipe no Campeonato Paulista. Reestreou pela equipe dois dias depois, num empate em 1–1 contra o Santos, fora de casa. Ao final do campeonato, o clube acabou rebaixado para a Série A2, mas Elano permaneceu no cargo. Em 7 de junho, após um empate por 1–1 contra a Patrocinense, pela Série D, o treinador acabou sendo demitido. A saída aconteceu em meio a um jejum de quase quatro meses sem vitórias.

## Comentarista
Em outubro de 2018, estreou como comentarista esportivo na ESPN Brasil. Nas terças-feiras dos dias 6 e 13 de abril de 2021, Elano foi convidado pelo SBT para comentar os jogos de ida e volta do Santos contra o San Lorenzo, pela terceira preliminar da Copa Libertadores da América.

## Polêmica
No ano de 2011, após o término do namoro com a atriz Nívea Stelmann, foi acusado pela própria de ter escalado o muro de sua residência para tentar uma possível reconciliação. Alguns meses depois, envolveu-se novamente em uma polêmica com a atriz, alegando que ela teria divulgado fotos do jogador nu para sua esposa e para o Santos.

## Títulos

### Como jogador
Santos
- Campeonato Brasileiro: 2002 e 2004
- Campeonato Paulista: 2011, 2012, 2015 e 2016
- Copa Libertadores da América: 2011
- Recopa Sul-Americana: 2012

Shakhtar Donetsk
- Campeonato Ucraniano: 2004–05 e 2005–06
- Supercopa da Ucrânia: 2005
- Copa da Ucrânia: 2006

Flamengo
- Taça Rio: 2014
- Taça Guanabara: 2014
- Torneio Super Clássicos: 2014
- Campeonato Carioca: 2014

Chennaiyin
- Superliga Indiana: 2015

Seleção Brasileira
- Copa América: 2007
- Copa das Confederações FIFA: 2009

### Prêmios individuais
- Seleção do Campeonato Paulista: 2011[21]

### Artilharias
- Campeonato Paulista: 2011 (11 gols)
- Superliga Indiana: 2014 (8 gols)